# Robert William Seton-Watson
Robert William Seton-Watson (Reino Unido, 20 de agosto de 1879-Skye, 25 de julio de 1951) fue un historiador y publicista británico.

## Biografía
Nació, según el autor, en Londres o Perthshire, el 20 de agosto de 1879. Seton-Watson, que usaría puntualmente el pseudónimo «Scotus Viator», fue historiador y publicista. Opuesto a la Dinastía Habsburgo, realizó labores propagandísticas en contra del Imperio austrohúngaro y a favor de los pueblos eslavos y rumanos integrados en este antes de la Primera Guerra Mundial, en el seno de un Estado multinacional. Fue uno de los fundadores del semanario The New Europe, publicado entre 1916 y 1920. Falleció en la isla de Skye el 25 de julio de 1951.
En 1981 apareció publicada una biografía suya, a cargo de sus dos hijos —Hugh Seton-Watson y Christopher Seton-Watson, también historiadores—, titulada The Making of a New Europe: R. W. Seton-Watson and the Last Years of Austria-Hungary.

## Obra
Entre sus publicaciones se encuentran:
- Racial problems in Hungary (1908).[11][12]
- The southern Slav question and the Habsburg Monarchy (1911).[13][14]
- Corruption and reform in Hungary; a study of electoral practice (1911).[15]
- The spirit of the Serb (1915).[16]
- The war and democracy (1915).[17]
- The rise of nationality in the Balkans (1918).[18][19]
- Europe in the melting pot (1919).[20]
- The New Slovakia (1924).[21]
- Sarajevo: A Study in the Origins of the Great War (1926).[22]
- A History of the Roumanians (1934).[23]
- Disraeli, Gladstone and the Eastern Question: A Study in Diplomacy and Party Politics (1935).[24]
- Britain in Europe, 1789-1914: A Survey of Foreign Policy (1937).[25]
- Britain and the Dictators. A Survey of Post-War British Policy (1938).[26]
- Munich and the Dictators (1939).[27]
- A history of the Czechs and Slovaks (1943).[28]
- Masaryk in England (1943).[29]